# 长管红山茶
长管红山茶（学名：Camellia longituba）是山茶科山茶属的植物。分布在中国大陆的湖北等地，目前尚未由人工引种栽培。